# Torrentlán
Torrentlán är en ort i Mexiko.   Den ligger i kommunen Tlapa de Comonfort och delstaten Guerrero, i den sydöstra delen av landet, 210 km söder om huvudstaden Mexico City. Torrentlán ligger 1 271 meter över havet och antalet invånare är 146.
Terrängen runt Torrentlán är kuperad. Runt Torrentlán är det ganska tätbefolkat, med 108 invånare per kvadratkilometer. Närmaste större samhälle är Tlapa de Comonfort, 6,4 km sydost om Torrentlán. Omgivningarna runt Torrentlán är huvudsakligen savann.